# Arbinovo
Arbinovo (macedónul: Арбиново) település Észak-Macedóniában, a Délnyugati körzet Debarcai járásában.

## Népesség
| Lakosok száma | 410  | 411  | 311  | 195  | 137  | 43   | 32   | 26   | 12   |
|               | 1948 | 1953 | 1961 | 1971 | 1981 | 1991 | 1994 | 2002 | 2021 |

2002-ben 26 lakosa volt, akik mindannyian macedónok.